# Langgudu
Langgudu  is een onderdistrict (kecamatan) van het regentschap (kabupaten) Bima op het eiland Sumbawa in de Indonesische provincie West-Nusa Tenggara op de Kleine Soenda-eilanden. Karumbu is de hoofdplaats van Langgudu.

## Onderverdeling
Het onderdistrict Langgudu is in 2010 onderverdeeld in 15 plaatsen (desa's /kelurahan's), die een administratieve eenheid zijn.  Binnen deze desa's liggen dorpen en gehuchten.
| Plaats code | Naam kelurahan/desa, plaatsen en dorpen | Inwoners in 2010 |
| ----------- | --------------------------------------- | ---------------- |
| 001         | UPT Laju                                | 619              |
| 002         | Laju                                    | 2,804            |
| 003         | UPT Doro O'o                            | 202              |
| 004         | Doro O'o                                | 1,808            |
| 005         | UPT Waworada                            | 232              |
| 006         | Waworada                                | 1,741            |
| 007         | Kawuwu                                  | 768              |
| 008         | Karumbu                                 | 4,478            |
| 009         | Kalodu                                  | 688              |
| 010         | Rupe                                    | 3,621            |
| 011         | Kangga                                  | 1,355            |
| 012         | Karampi                                 | 2,828            |
| 013         | Wadu Ruka                               | 1,704            |
| 014         | Dumu                                    | 1,690            |
| 015         | Rompo                                   | 1,754            |